# Crevalcore (cavallo)
Crevalcore è stato un trottatore italiano attivo negli anni 1950. 

## Storia
Era nato il 1º gennaio 1953 nella scuderia Orsi Mangelli ma, nel 1959, passò all’Allevamento Val Serchio.
La sua carriera fu segnata dall'accesa rivalità con Tornese che diede vita a gare molto intense sulle maggiori piste d'Europa, segnatamente a San Siro, Agnano e Parigi, ma anche negli Stati Uniti d'America.
Il primo duello avvenne nel 1957 nel Gran Premio delle Nazioni a San Siro verso la fine dell'anno, quando il cavallo aveva quattro anni, e in maniera inattesa batté il più anziano e titolato Tornese oltre che la trottatrice francese Gelinotte in quel tempo indiscussa dominatrice degli ippodromi d'Europa.
Continuò a gareggiare fino al Gran Premio delle Nazioni del 1960 e venne prematuramente ritirato dalle corse per essere destinato alla riproduzione.
Il suo rivale Tornese, pur essendo un anno più vecchio, continuò a correre fino alla fine del 1962.